# Cynoglossum pustulatum
Cynoglossum pustulatum är en strävbladig växtart. Cynoglossum pustulatum ingår i släktet hundtungor, och familjen strävbladiga växter.

## Underarter
Arten delas in i följande underarter:
- C. p. parvifolium
- C. p. pustulatum
- C. p. soilae